# Hemaglutinina (influenza)
La  hemaglutinina (HA) del virus de la gripe es una glucoproteína homotrimérica que se encuentra en la superficie de los virus de la gripe y es parte integral de su infectología.
La hemaglutinina es una proteína de fusión de clase I, con actividad multifuncional tanto como factor de fijación, como proteína de fusión de membranas. Por lo tanto, la HA es responsable de la unión del virus de la gripe al ácido siálico sobre la superficie de las células diana, como las células de las vías respiratorias superiores o los eritrocitos, tras lo cual el virus está interiorizado. En segundo lugar, la HA es responsable de la fusión de la envoltura viral con la membrana endosómica una vez expuesta a pH bajo (5,0-5,5).
El nombre "hemaglutinina" proviene de la capacidad de la proteína para producir glóbulos rojos (eritrocitos) para aglutinarse in vitro.

## Subtipos
La hemaglutinina (HA) del virus de la gripe A tiene al menos 18 subtipos diferentes. Estos subtipos se denominan del H1 al 18. El H16 fue descubierto en 2004 sobre virus de la gripe A aislados de gaviotas reidoras en Suecia y Noruega. En el año 2012 se descubrió el H17 en murciélagos de la fruta.  Recientemente, se descubrió el H18 en un murciélago peruano en 2013.  Los tres primeros hemaglutinantes, H1, H2 y H3, se encuentran en los virus de la gripe humana. Por similitud filogénica, las proteínas HA se dividen en 2 grupos, con H1, H2, H5, H6, H8, H9, H11, H12, H13, H16, H17 y H18 en el grupo 1 y el resto en el grupo 2. El serotipo del virus de la gripe A está determinado por las proteínas hemaglutinina (HA) y neuraminidasa (NA) presentes en su superficie. La neuraminidasa (NA) tiene 11 subtipos conocidos, de ahí que el virus de la gripe se designe como H1N1, H5N2, etc., dependiendo de las combinaciones de HA y NA.

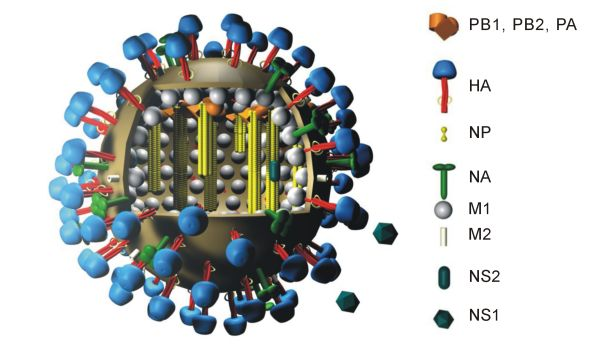
Estructura de la influeza. Muestra la neuromidasa marcada como NA y la hemaglutinina como HA.

Se ha encontrado un virus de la gripe aviar altamente patógeno de tipo H5N1 para infectar a humanos a baja velocidad.Se ha comunicado que los cambios individuales de aminoácidos en esta hemaglutinina de virus aviar tipo H5 se han encontrado en pacientes humanos que "pueden alterar significativamente la especificidad del receptor de los virus aviar H5N1, lo que les confiere una capacidad de unión a los receptores óptimos para los virus de la influenza humana". Este hallazgo parece explicar cómo un virus H5N1 que normalmente no infecta a los humanos puede mutar y convertirse en capaz de infectar eficazmente las células humanas. La hemaglutinina del virus H5N1 se ha asociado con la alta patogenicidad de esta cepa del virus de la gripe, aparentemente debido a su facilidad de conversión a una forma activa por proteólisis.

## Estructura
El HA es una [[glicoproteína]] de membrana integral homotrimérica.Se forma como un cilindro, y es aproximadamente 13,5 nanogramos de largo. El trímero ha sido confeccionado con tres monómeros idénticos. Cada monómero se compone de una única cadena polipeptídica intacta, con regiones HA1 y HA2, que están ligadas por 2 puentes de disulfuro. Cada región del HA2 adopta la estructura espiral de espiral alfa helicoidal y se asienta en la parte superior de la región HA1, que es un pequeño dominio globalizador que consiste en una mezcla de estructuras α/β. El trímero HA se sintetiza en forma de proteína precursora inmadura para prevenir cualquier actividad de fusión prematura y no deseada y debe ser limpia por las proteasas del huésped para ser infecciosa. A pH neutro, los 23 residuos cercanos al terminal n de HA2, también conocida como péptido de fusión, que finalmente es responsable de la fusión entre la membrana viral y la del huésped, se oculta en una bolsa hidrofóbica entre la interfaz trimérica de la HA2. El C-terminal de la HA2, también conocido como dominio transmembrana, abarca la membrana viral y la proteína de anclaje a la membrana.
- HA1

HA1 está formada mayoritariamente de hojas beta antiparalelas.
- HA2

HA2 contiene tres hélices alfa prolongadas, una para cada monómero.Cada una de estas hélices está conectada por una región de asa flexible llamada bucle-B (residuo 59 a 76).

## Función
El HA tiene dos funciones clave en la entrada viral. En primer lugar, permite reconocer las células de vertebrados a través de su unión a receptores que contienen ácido siálico. En segundo lugar, una vez que se ha unido, facilita la entrada del genoma viral a las células diana al causar la fusión de la membrana endosómica del huésped con la membrana viral.
Específicamente, el dominio HA1 de la proteína se une al ácido siálico monosacárido que está presente en la superficie de sus células diana, permitiendo el acoplamiento de la partícula viral a la superficie celular del huésped. Del HA17 y el HA18 se ha dicho que se unen a moléculas del CMH de clase II como receptor para la entrada en lugar de al ácido siálico. Luego, la membrana de la célula huésped envuelve el virus, un proceso conocido como endocitosis y se desprende para formar un nuevo compartimento unido a la membrana dentro de la célula llamada endosoma.Entonces, la célula trata de empezar a digerir el contenido del endosoma acidificando su interior y transformándolo en un lisosoma. Una vez que el pH dentro del endosoma cae sobre 5,0 - 6,0, se producen una serie de reordenamientos conformacionales en la proteína. Primero, se libera el péptido de fusión desde la bolsa hidrofóbica y el HA1 se disocia de los dominios de HA2.A continuación el dominio de HA2 sufre un amplio cambio de conformación que finalmente lleva a las dos membranas a un estrecho contacto.El llamado "péptido de fusión" que se libera a medida que desciende el pH, actúa como un gancho molecular que se inserta en la membrana endosómica y se adhiere a ella.A continuación, el HA2 se dobla en una nueva estructura (que es más estable a pH inferior), "retrae el anzuelo" y tira la membrana endosómica hasta el lado más cercano a la propia membrana del virus, haciendo que las dos se fusionen.Una vez que esto ha ocurrido, los contenidos del virus, como el ARN vírico, se liberan en el citoplasma de la célula hospedera y son transportados al núcleo de la célula huésped para su replicación.

## Como objetivo terapéutico
Dado que la hemaglutinina es la mayor proteína superficial del virus de la gripe A y es esencial para el proceso de entrada, es el objetivo principal de los anticuerpos neutralizantes. Frente a la gripe, estos anticuerpos actúan por dos mecanismos diferentes, reflejando las funciones duales de la hemaglutinina:

### Anticuerpos de la cabeza
Algunos anticuerpos contra la hemaglutinina actúan inhibiendo la fijación. Esto se debe a que estos anticuerpos se unen a la parte superior de la hemaglutinina y bloquean físicamente la interacción con los receptores de ácido siálico en las células diana.

### Anticuerpos del tronco
Este grupo de anticuerpos actúa impidiendo la fusión de la membrana (sólo in vitro; la eficacia de estos anticuerpos in vivo se considera un resultado de la citotoxicidad mediada por células dependientes de anticuerpos y del sistema complementario).
El tronco o la región del tallo del HA (HA2) está altamente conservada en diferentes cepas de los virus de la gripe.La conservación hace que sea un blanco atractivo para anticuerpos ampliamente neutralizantes que se dirigen a todos los subtipos de gripe y para el desarrollo de vacunas universales que permitan producir estos anticuerpos de manera natural. Sus cambios estructurales desde la prefusión hasta la conformación de la posfusión impulsan la fusión entre la membrana viral y la membrana del huésped.Por lo tanto, los anticuerpos dirigidos contra esta región pueden bloquear cambios estructurales clave que finalmente conducen al proceso de fusión de la membrana y, por tanto, son capaces de alcanzar la actividad antiviral contra varios subtipos del virus gripal.Se encontró al menos un anticuerpo inhibidor de la fusión que se une más cerca de la parte superior de la hemaglutinina y se cree que actúa uniendo a las cabezas, el inicio de lo que se considera el primer paso en el proceso de fusión de la membrana.
Ejemplos son los anticuerpos humanos F10, FI6, CR6261. Estos reconocen sitios en la región del tronco/caña (región naranja en la figura a la derecha), alejados del sitio de unión del receptor.
En 2015 los investigadores diseñaron un inmunógeno que imitaba el tronco del HA, específicamente el área donde los anticuerpos se unen al virus del anticuerpo CR9114. Los modelos de roedores y primates no humanos, dado el inmunógeno producían anticuerpos que podrían unirse a HAs en muchos subtipos de la gripe, incluyendo H5N1. Cuando la cabeza del HA está presente, el sistema inmunitario no suele producir AAN (anticuerpos ampliamente neutralizantes). En lugar de eso, produce los anticuerpos de la cabeza que sólo reconocen unos pocos subtipos. Puesto que la cabeza es responsable de mantener las tres unidades de HA juntas, un HA con solo el tronco necesita su propia manera de mantenerse junta. Un equipo diseñó nanopartículas de tronco del HA que se autoensamblaban, utilizando una proteína llamada ferritina para mantener junto a la HA. Otra substituyó y añadió aminoácidos para estabilizar una mini-HA sin una cabeza.
En 2016, un ensayo de vacuna en seres humanos encontró muchos anticuerpos ampliamente neutralizantes contra el tronco producidos por el sistema inmunitario. Tres clases de anticuerpos altamente similares se recuperaron de múltiples voluntarios humanos, lo que sugiere que es posible una vacuna universal que produzca anticuerpos reproducibles.

### Otros agentes
También hay otros inhibidores de la hemaglutinina dirigidos contra el virus de la gripe que no son anticuerpos: los compuestos naturales de la molécula arbidol, proteínas y péptidos.